# Adrian Hoven
Pour les articles homonymes, voir Hoven.
Adrian Hoven, né Wilhelm Arpad Peter Hofkirchner, le 22 mai 1922 à Wöllersdorf, et mort le 28 avril 1981 à Tegernsee, est un acteur et réalisateur autrichien.

## Biographie
Fils d'un fonctionnaire, il passe sa jeunesse au Tyrol, où ses grands-parents tiennent un hôtel. Il fait des études de construction mécanique et travaille comme élève-pilote dans la société Messerschmitt. Il devient parachutiste et est sérieusement blessé pendant la Seconde Guerre mondiale durant les combats en Afrique du Nord. En 1947, il débute dans le film d'Heinz Rühmann Quax en Afrique.

## Filmographie partielle

### Acteur
Cinéma
- 1952 : L'Histoire passionnante d'une star (Hannerl, ou en Allemagne Ich tanze mit dir in den Himmel hinein) de Ernst Marischka
- 1954 : L'Amiral Canaris (Canaris) de Alfred Weidenmann
- 1954 : Les Jeunes Années d'une reine (Mädchenjahre einer Königin) de Ernst Marischka
- 1955 : Le Chemin du paradis (Die Drei von der Tankstelle) de Hans Wolff
- 1960 : L'Auberge du Cheval-Blanc (Im weiben Rössl) de Werner Jacobs
- 1962 : L'Orchidée rouge (Das Rätsel der roten Orchidee) de Helmuth Ashley
- 1966 : Avec la peau des autres de Jacques Deray
- 1968 : Les Yeux verts du diable (Necronomicon - Geträumte Sünden) de Jesús Franco
- 1970 : La Marque du diable (Hexen bis aufs Blut gequält) de Michael Armstrong et Adrian Hoven : le noble
- 1971 : La Pente douce de Claude d'Anna
- 1975 : Le Droit du plus fort (Faustrecht der Freiheit) de Rainer Werner Fassbinder
- 1976 : L'Ombre des anges (Schatten der Engel) de Daniel Schmid
- 1976 : Le Rôti de Satan (Satansbraten) de Rainer Werner Fassbinder
- 1978 : Despair, de Rainer Werner Fassbinder
- 1980 : Le Cerveau du super-gang (Car-Napping - Bestellt, geklaut, geliefert) de Wigbert Wicker
- 1981 : Lili Marleen de Rainer Werner Fassbinder

Télévision
- 1973 : Le Monde sur le fil (Welt am Draht) de Rainer Werner Fassbinder
- 1974 : Martha de Rainer Werner Fassbinder
- 1975 : Peur de la peur (Angst vor der Angst) de Rainer Werner Fassbinder

### Réalisateur
- 1965 : Der Mörder mit dem Seidenschal
- 1967 : Le Château des passions sanglantes (Im Schloß der blutigen Begierde)
- 1970 : La Marque du diable (Hexen bis aufs Blut gequält) coréalisation avec Michael Armstrong
- 1970 : Les Fantaisies amoureuses de Siegfried (Siegfried und das sagenhafte Liebesleben der Nibelungen) coréalisation avec David F. Friedman
- 1972 : La Torture (Hexen geschändet und zu Tode gequält)
- 1973 : La Môme Pissenlit (Pusteblume)
- 1981 : Die Mädchen aus der Peep-Show